# Plesionika polyacanthomerus
Plesionika polyacanthomerus är en kräftdjursart som beskrevs av L. H. Pequegnat 1970. Plesionika polyacanthomerus ingår i släktet Plesionika och familjen Pandalidae. Inga underarter finns listade i Catalogue of Life.